# Yassine Bezzaz
Yassine Bezzaz, né le 10 juillet 1981 à Grarem Gouga (wilaya de Mila), est un footballeur international algérien.
Il compte 24 sélections en Équipe d'Algérie entre 2000 et 2013.
Il est le cousin de l'ancien joueur Moussa Bezaz, aujourd'hui entraîneur.

## Biographie
Il fait ses débuts sous les couleurs du club local NRB Grarem avant de partir jouer chez le voisin constantinois le CS Constantine. Il y reste 2 ans, puis signe pour la Jeunesse sportive de Kabylie. C'est là qu'il explose vraiment, enchaînant exploit sur exploit.
Talentueux, il ne reste à la JSK qu'une seule saison en raflant la coupe de la CAF et gagnant dans la foulée sa place de titulaire dans l'équipe des Fennecs.
En été 2002, plusieurs clubs français de 1re division veulent le recruter mais c'est l'AC Ajaccio qui a le dernier mot. En Corse il se fait plus discret, n'arrivant pas à être titulaire; il  reste tout de même 3 ans dans l'île de Beauté. Cherchant du temps de jeu, il part pour Valenciennes FC alors promu en 2e division alignant 16 matchs 0 but. Monté en 1re division l'année suivante en jouant sur l'aile gauche, Bezzaz devient un titulaire indiscutable aux yeux d'Antoine Kombouaré.
Le 29 janvier 2009, il s'engage avec le RC Strasbourg le liant au club jusqu'en juin 2011.
En fin de contrat après la relégation du Racing, il signe à Troyes où il a retrouvé son ancien entraîneur à Strasbourg, Jean-Marc Furlan.
Au mercato d'été 2011, il signe un contrat d'un an à l'USM Alger. Mais en janvier 2012, et après seulement 12 matchs avec l'USMA, il est transféré pour un an et demi au CS Constantine, le club de ses débuts.

## Palmarès

### Palmarès en club
|  |  | CS Constantinois - Ligue 1 Mobilis - Champion : 2018 |  | JS Kabylie - Coupe de la CAF - Vainqueur : 2002 - Ligue 1 - Vice-champion : 2002 |  | Valenciennes FC - Ligue 2 - Champion : 2006 |  | AC Ajaccio - Challenge Stouvenot - Vainqueur : 2004 |

### Palmarès avec l'équipe nationale Algérienne
- Coupe d'Afrique des nations
  - Demi-finaliste 2010.(4e)
- Éliminatoires de la Coupe du monde 2010
  - 1re du groupe C.
- Yassine Bezzaz a joué dans toutes les catégories de l'équipe nationale Algérienne :
  - International algérien (première sélection et premier but le 21 juillet 2001 : Algérie-Égypte, 1-1)
  - joueur de l'équipe nationale minime (1994).
  - joueur de l'équipe nationale cadette (1996).
  - joueur de l'équipe nationale junior (1998).
  - joueur de l'équipe nationale espoir (2000).
  - joueur de l'équipe nationale militaire.
  - joueur de l'équipe nationale Sénior

### Distinctions personnelles
- Élu meilleur joueur espoir algérien 2001[3].
- Élu meilleur joueur espoir algérien 2002[3].
- Meilleur joueur du mois de septembre (2012) de CS Constantine[4].
- Meilleur joueur du mois de octobre (2012) de CS Constantine[5].

## Statistiques
| Saison                | Club                  | Championnat           | Championnat | Championnat | Coupe(s) nationale(s) | Coupe(s) nationale(s) | Compétition(s) continentale(s) | Compétition(s) continentale(s) | Compétition(s) continentale(s) | Total | Total |
| Saison                | Club                  | Division              | M.          | B.          | M.                    | B.                    | Comp.                          | M.                             | B.                             | M.    | B.    |
| 1999-2000             | CS Constantine        | 2                     | 5           | 0           | -                     | -                     | -                              | -                              | -                              | 5     | 0     |
| 2000-2001             | CS Constantine        | 1                     | 18          | 4           | -                     | -                     | -                              | -                              | -                              | 18    | 4     |
| 2001-2002             | JS Kabylie            | 1                     | 25          | 4           | -                     | -                     | -                              | -                              | -                              | 25    | 4     |
| 2002-2003             | AC Ajaccio            | 1                     | 7           | 2           | 0                     | 0                     | -                              | -                              | -                              | 7     | 2     |
| 2003-2004             | AC Ajaccio            | 1                     | 5           | 0           | 0                     | 0                     | -                              | -                              | -                              | 5     | 0     |
| 2004-2005             | AC Ajaccio            | 1                     | 12          | 0           | 3                     | 0                     | -                              | -                              | -                              | 15    | 0     |
| 2005-2006             | Valenciennes FC       | 2                     | 16          | 0           | -                     | -                     | -                              | -                              | -                              | 16    | 0     |
| 2006-2007             | Valenciennes FC       | 1                     | 20          | 2           | 2                     | 0                     | -                              | -                              | -                              | 22    | 2     |
| 2007-2008             | Valenciennes FC       | 1                     | 20          | 1           | 0                     | 0                     | -                              | -                              | -                              | 20    | 1     |
| 2008-2009             | Valenciennes FC       | 1                     | 5           | 0           | 1                     | 0                     | -                              | -                              | -                              | 6     | 0     |
| 2008-2009             | RC Strasbourg         | 2                     | 9           | 1           | 0                     | 0                     | -                              | -                              | -                              | 9     | 1     |
| 2009-2010             | RC Strasbourg         | 2                     | 14          | 1           | 2                     | 1                     | -                              | -                              | -                              | 16    | 2     |
| 2010-2011             | ES Troyes AC          | 2                     | 23          | 0           | 2                     | 2                     | -                              | -                              | -                              | 25    | 2     |
| 2011-2012             | USM Alger             | 1                     | 11          | 0           | 1                     | 0                     | -                              | -                              | -                              | 12    | 0     |
| 2011-2012             | CS Constantine        | 1                     | 13          | 2           | 4                     | 1                     | -                              | -                              | -                              | 17    | 3     |
| 2012-2013             | CS Constantine        | 1                     | 23          | 6           | 3                     | 1                     | -                              | -                              | -                              | 26    | 7     |
| 2013-2014             | CS Constantine        | 1                     | 16          | 2           | 3                     | 0                     | C3                             | 3                              | 1                              | 22    | 3     |
| 2014-2015             | MC Oran               | 1                     | 29          | 2           | 2                     | 1                     | -                              | -                              | -                              | 31    | 3     |
| 2015-2016             | CS Constantine        | 1                     | 27          | 7           | 1                     | 0                     | C3                             | 4                              | 1                              | 32    | 8     |
| 2016-2017             | CS Constantine        | 1                     | 20          | 3           | 2                     | 0                     | -                              | -                              | -                              | 22    | 3     |
| 2017-2018             | CS Constantine        | 1                     | 21          | 0           | 0                     | 0                     | -                              | -                              | -                              | 21    | 0     |
| 2018-2019             | MC El Eulma           | 2                     | 0           | 0           | 0                     | 0                     | -                              | -                              | -                              | 0     | 0     |
| Total sur la carrière | Total sur la carrière | Total sur la carrière | 339         | 37          | 26                    | 6                     | -                              | 7                              | 2                              | 372   | 45    |